# Ameerega maculata
Ameerega maculata är en groddjursart som först beskrevs av Peters 1873.  Ameerega maculata ingår i släktet Ameerega och familjen pilgiftsgrodor. IUCN kategoriserar arten globalt som otillräckligt studerad. Inga underarter finns listade i Catalogue of Life.